# François III de Rethel
Pour les articles homonymes, voir Rethel (homonymie).
Pour les autres membres de la famille, voir Maison Gonzague.
François III de Rethel était un noble français de la maison Gonzague, de souche franco-italienne, né le 17 juin 1606 en France et mort le 13 octobre 1622 à Charleville (France).

## Biographie
François de Paule de Gonzague était le fils aîné de Charles Gonzague, duc de Nevers et de Rethel et prince d'Arches au moment de sa naissance. Sa mère était Catherine de Lorraine, fille du célèbre Mayenne, Charles de Mayenne, décédé en 1611, et sœur du duc de Mayenne qui lui succéda, Henri de Mayenne.

François, duc de Rethel par courtoisie, fut l'héritier en puissance des fiefs de son père, les duchés de Nevers et de Rethel et la principauté d'Arches.

Il décéda, non marié et sans postérité, à l'âge de 16 ans, le 13 octobre 1622, laissant à son frère cadet Charles la charge d'héritier présomptif.